# Kabinett Meyer
Das Kabinett Meyer war von 1936 bis April 1945 die Landesregierung des Landes Lippe. Alfred Meyer war außerdem gleichzeitig Reichsstatthalter von Lippe und Schaumburg-Lippe und Gauleiter von Westfalen-Nord. Die lokale Macht übte faktisch sein Stellvertreter Adolf Wedderwille aus. 
| Amt                        | Name              | Partei |
| -------------------------- | ----------------- | ------ |
| Führer der Landesregierung | Alfred Meyer      | NSDAP  |
| Stellvertreter             | Adolf Wedderwille | NSDAP  |